# Chiara Simonelli
Chiara Simonelli (Firenze, 4 febbraio 1950) è una psicologa, sessuologa e psicoterapeuta italiana.

## Biografia
Laureata in Psicologia presso l'Università "La Sapienza" di Roma nel 1975, è diventata ricercatore presso il Dipartimento di Psicologia nella medesima Università dal 1983 nella équipe del professore Riccardo Venturini. Docente nello stesso Dipartimento del primo corso universitario in Italia di Psicologia e psicopatologia del comportamento sessuale dal 1993 al 2002, è risultata poi vincitrice di concorso di II^ fascia M1 (professore Associato) e chiamata quindi dalla Facoltà di Psicologia 1 dell'Università "La Sapienza" di Roma nel 2001. Titolare delle materie Psicologia clinica dello sviluppo sessuale e di vari corsi correlati dal 2002 a oggi, dal 2012 è anche titolare della materia nel Corso di laurea Magistrale "Psicologia Dinamico-Clinica nell'Infanzia, nell'Adolescenza e nella Famiglia". È stata docente anche presso altre Facoltà quali la Facoltà di Medicina e Chirurgia della Università "La Sapienza" di Roma, la Facoltà di Medicina e Chirurgia della Università di Roma "Tor Vergata", sito Università degli Studi "G. d'Annunzio" Chieti - Pescara.
È stata la pioniera in Italia dell’approccio integrato alla sessualità
dove corpo e mente, la somatopsichica, sono in stretta relazione tra loro. 
Questo approccio è stato declinato nella clinica, nella ricerca e nella didattica. Ha portato la consulenza sessuologica nel servizio pubblico attivando un centro presso il Policlinico Umberto 1 di Roma in collaborazione con il dipartimento di Urologia.
Ha pubblicato numerosi testi scientifici in uso corrente per la didattica italiana e ha all'attivo centinaia di pubblicazioni di rilievo internazionale.
Nel 2008 ha ricevuto la Medaglia d’oro EFS (European Society for Sexual Medicine) alla carriera.
Nel 2021 ha ricevuto la Medaglia d’oro WAS (World Association for Sexual Health) alla carriera.
Dagli anni novanta è ospite frequente di trasmissioni televisive e radiofoniche sui temi relativi alla sessuologia.
Ha collaborato con Corriere della Sera (e il suo supplemento Io Donna), Espresso, Salve e ha svolto consulenze per trasmissioni radiofoniche e televisive. In particolare, è stata autrice di Amore e sesso istruzioni per l'uso, primo programma televisivo Rai sulla sessualità.

## Incarichi
Chiara Simonelli è Presidente dell’European Federation of Sexology (2010-2017); Membro dell’Advisory Board della World Association for Sexual Health, per 3 mandati (2001-2005; 2005-2009; 2009-2013); Full Member at the International Academy of Sex Research; 2009-2011; Membro del Comitato Direttivo della Società Interdisciplinare per lo Studio delle Malattie Sessualmente Trasmissibili (S.I.Ma.S.T.)
È membro fondatore dell’Istituto di Sessuologia Clinica, della Società Italiana di Sessuologia Scientifica e della Federazione Italiana di Sessuologia Scientifica.
È membro attivo di diverse associazioni e società scientifiche italiane e internazionali tra le quali:
WPA (World Psychiatric Association),  WAS (World Association for Sexual Health),  EFS (European Federation of Sexology), ESSM (European Society for Sexual Medicine), ASSR (Agenzia nazionale per i servizi sanitari regionali) , “Commissione Salute Donna" del Ministero della Salute, FISS (Federazione Italiana di Sessuologia Scientifica), SIA (Società Italiana di Andrologia), AIP (Associazione italiana di Psicologia), ONIG (Osservatorio Nazionale Identità di Genere), Membro della Premature Ejaculation Guidelines Committee for International Society of Sexual Medicine (ISSM), per la quale ha contribuito alle linee guida sulle disfunzioni sessuali maschili.

## Opere
- Simonelli C. e Solano L., Psicologia e AIDS, Roma, La Nuova Italia Scientifica, 1988.
- Simonelli C., Petruccelli F. e Morelli G. (a cura di), Le disfunzioni sessuali. Attuali orientamenti in sessuologia clinica, Milano, Franco Angeli, 1989.
- D'Ottavio G. e Simonelli C., Andrologia e psicopatologia del comportamento sessuale, Roma, La Nuova Italia Scientifica, 1990, ISBN 8843007254.
- Simonelli C. (a cura di), Diagnosi e trattamento delle disfunzioni sessuali, Milano, Franco Angeli, 1996, ISBN 8820497093.
- Simonelli C., Petruccelli F. e Vizzari,V. (a cura di), Le Perversioni sessuali. Aspetti clinici e giuridici del comportamento sessuale deviante, Milano, Franco Angeli, 2000, ISBN 8846423305.
- Simonelli C. (a cura di), Psicologia dello sviluppo sessuale e affettivo nell’arco di vita, Roma, Carocci, 2002, ISBN 8843024221.
- Simonelli C. (a cura di), L'approccio integrato in sessuologia clinica, Milano, Franco Angeli, 2006, ISBN 8846476999.
- Simonelli C. (a cura di), Le disfunzioni sessuali maschili e il modello integrato nel contesto pubblico. Dalla teoria alla pratica clinica, Milano, Franco Angeli, 2013, ISBN 9788820431761.
- Petruccelli F., Simonelli C., Grassotti R. e Tripodi F., Identità di genere, Consulenza tecnica per la riattribuzione del sesso, Milano, Franco Angeli, 2014, ISBN 9788820494919.
- Chiara Simonelli, Adele Fabrizi, Roberta Rossi e Francesca Tripodi, Sessuologia clinica. Diagnosi, trattamento e linee guida internazionali, Milano, Franco Angeli, 2019, ISBN 8891787833.